# Weinsberger Bach (Wupper)
Der Weinsberger Bach ist ein etwa sechs Kilometer langer, etwa südwestwärts fließender Bach im Gebiet der kreisfreien Stadt Solingen in Nordrhein-Westfalen, der am Wipperkotten in Höhscheid von rechts in die Wupper mündet. Große Teile des Tals, in dem der Weinsberger Bach verläuft, sind heute als Naturschutzgebiet Weinsberger Bachtal ausgewiesen. Benannt ist der Bach nach der Hofschaft Weinsberg südlich der Platzhofstraße.

## Geographie

### Quelle und Verlauf

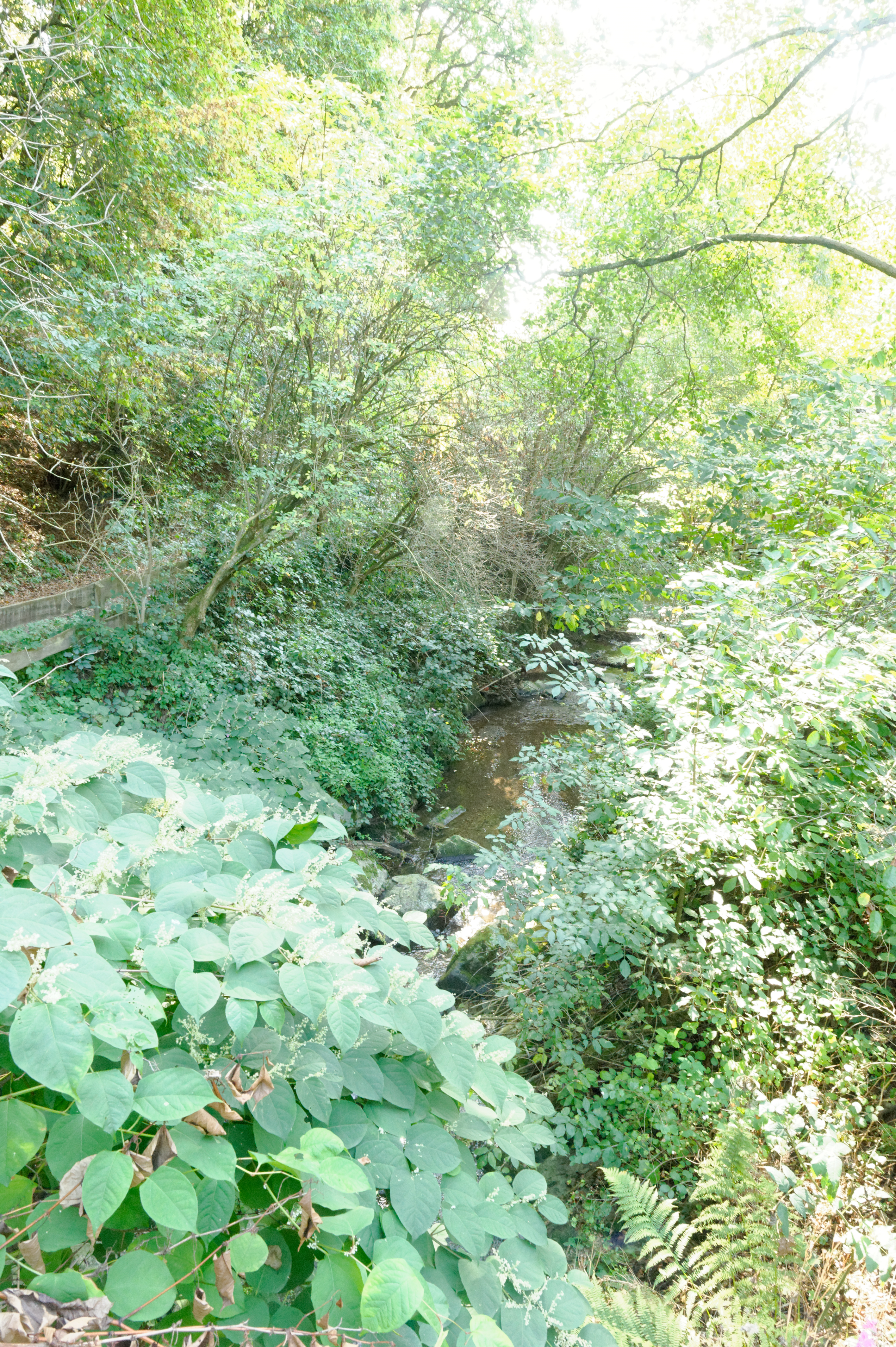
Der Weinsberger Bach an seinem Oberlauf

Der Weinsberger Bach entspringt in einer unterirdischen Quelle in der Grünanlage am Bismarckplatz. In der Kleingartenanlage Gabelsbergerstraße tritt er an die Oberfläche und bildet beginnend an der Siedlung Weegerhof des Solinger Spar- und Bauvereins ein bewaldetes Bachtal zwischen zwei Höhenrücken. Die Länge des Bachs wird mit 5,9 Kilometern angegeben. Geologisch entwässert der Bach einen der Höhenzüge des Solinger Höhenrückens und nimmt durch zahlreiche kleinere Zuflüsse zudem Wasser des Höhscheider und Widderter Riedels auf.
In der Kleingartenanlage Gabelsbergerstraße, die früher Standort einer Ziegelei war, tritt der Bach erstmals an die Oberfläche. Er passiert dort auch ein Regenrückhaltebecken, ehe er die Brühler Straße unterirdisch quert und dann parallel zur Weinsbergtalstraße in südwestliche Richtung fließt. Er passiert die Orte Erf, Königsmühle, Platzhof und Weinsberg, ehe sich sein Verlauf nördlich von Obenfürkelt in westliche Richtung verändert. Dort nimmt der Weinsberger Bach das Wasser zahlreicher kleinerer Zuflüsse auf, wie zum Beispiel aus dem Hingenberger Bach. Er passiert Untenfürkelt und Johänntgesbruch, bevor sich sein Verlauf zwischen Strupsmühle und Schmidtskotten in südliche Richtung verändert. Der Bach fließt an der Hofschaft Wippe vorbei und mündet schließlich neben dem Wipperkotten in die Wupper.

### Zuflüsse
Aufgeführt sind alle Zuflüsse des Weinsberger Bachs, die in der amtlichen Gewässerkarte der Stadt Solingen mit eigenem Namen eingezeichnet sind:
- Unnersberger Bach (links)
- Königsmühler Bach (rechts)
- Elsterbuscher Bach (links)
- Platzhofer Bach (rechts)
- Grünentaler Bach (links)
- Mittelfürkelter Bach (links)
- Hingenberger Bach (rechts)
- Untenfürkelter Bach (links)
- Evertzkottener Bach (links)
- Johänntgesbrucher Bach (links)
- Wipperberger Bach (rechts)

## Geschichte

### Nutzung der Wasserkraft
Seit der frühen Neuzeit wurde die Wasserkraft des Weinsberger Baches intensiv für den Antrieb von Wasserbauwerken genutzt, da die Nutzung der Wasserkraft in der Region des Bergischen Landes ertragreicher war als der Ackerbau. In den zahlreichen Schleifkotten entlang des Weinsberger Bachs wurden in frühen Zeiten vor allem Blankwaffen sowie Schwerter oder Degen hergestellt, bevor die Produktion in späteren Zeiten auf konventionelle Schneidwaren wie Messer oder Besteck umgestellt wurde. Ab dem 17. Jahrhundert kamen vereinzelt auch Fruchtmühlen hinzu, die jedoch gegenüber den Schleifkotten in der Minderheit blieben.
Erst nach der Einführung der Dampfkraft in der zweiten Hälfte des 19. Jahrhunderts wurde die Fertigung von Schneidwaren in Solingen ortsunabhängig möglich. Viele Schleifer zogen in sogenannte Dampfschleifereien auf die Höhenrücken um, in denen sie unabhängig von den natürlichen Einflüssen wie Hochwasser oder Trockenheit ihre Produkte herstellen konnten. Manche der nicht mehr benötigten Schleifkotten wurden in Wohnhäuser umgewandelt, die meisten jedoch wurden abgerissen, da sie abseits städtischer Bebauung lagen oder zu klein für eine anderweitige Nutzung waren.
Zu den Wasserbauwerken entlang des Weinsberger Baches zählten vor allem:
- Königsmühler Kotten
- Königsmühle
- Schallbruchsmühle
- Platzhofermühle
- Küllenbergskotten
- Pereskotten
- Wüsthofskotten
- Claubergskotten
- Schaafenkotten
- Lauterjungskotten
- Evertskotten
- Johänntgesbrucher Mühle
- Enderskotten
- Henkelskotten
- Mollskotten
- Löherkotten
- Wittekotten
- Strupsmühle
- Schmidtskotten
- Kohlenkotten
- Ohligskotten
- Schaafenkotten

### Ab 20. Jahrhundert
In den 1920er Jahren wurde der Weinsberger Bach zum Abwasserkanal umfunktioniert und sein Oberlauf verrohrt. Da in Solingen im Mischwassersystem entwässert wird, musste auch der offene Bereich des Bachs auf weiten Strecken befestigt und als sogenanntes Emscherprofil ausgebaut werden.

## Naturschutz
Das Entwässerungssystem soll jetzt umweltverträglicher gestaltet werden. Die Technischen Betriebe Solingen wollen dafür die vorhandene Gewässeraue als natürliches Überflutungsgebiet wieder aktivieren. Bevor das geschehen kann, muss jedoch vor dem Regenwasserkanal Platzhofstraße ein neues Überlaufbauwerk gebaut werden. Über zwei Drosselstufen kann das Wasser dann zukünftig geregelt in den Bach fließen. Die Arbeiten beginnen in diesem Monat. Die gesamte Bauzeit, die noch weitere Maßnahmen umfasst, beträgt rund 18 Monate. Das Bauvorhaben kostet knapp 2 Millionen Euro.
Für den Weinsberger Bach in Solingen soll es bald besseren Schutz bei Starkregen geben. Bei starkem Regen fließt immer wieder Wasser aus der Siedlungsentwässerung und aus Regenrückhaltebecken in den Bach. Der natürliche Gewässerfluss des Baches ist dadurch verändert und die Gewässerökologie gestört. Das soll sich ändern.